# Ricard Pérez Casado
Pour les articles homonymes, voir Casado.
Ricard Pérez Casado, né à Valence en 1945, est un homme politique, économiste et historien de la région de Valence, en Espagne.
Membre fondateur du PSPV-PSOE, il est désigné maire de sa ville natale entre 1979 et 1989, puis élu député de la circonscription de Valence en 2000.

## Biographie
Il est élève de l'école primaire de Nàquera.
Il obtient  ensuite le baccalauréat en candidat libre à l'Institut Juan de Ribera de Xàtiva. Plus tard, sa famille s'installe dans le quartier de La Luz de Valence.
En 1964, il assiste à l'acte de fondation du PSV à Cullera,.

### Administrateur de Mostar
Entre avril et juillet 1996, Pérez Casado est administrateur international de Mostar en tant que commissaire de l’Union européenne. Il a une connaissance préalable du contexte car dans l'imaginaire antifranquiste « avec l'Israël du kibboutz et de sa jeune démocratie, la Yougoslavie fédérale et socialiste s'est présentée à nous comme un miroir dans lequel nous regarder, ». En tant que commissaire, il est chargé de la réconciliation, avec une politique d'équilibre entre les différentes factions serbes, croates et bosniaques, de la récupération de l'activité économique devant une société démobilisée et du retour à la normalité de la ville, c'est-à-dire du rétablissement des structures de base, de l'élection d'institutions démocratiques locales qui prendraient en charge l'administration et la gestion ordinaires, dans une société où la représentation de l'histoire était ancrée dans la conscience populaire et les comportements collectifs. Il trouve ainsi dans une large mesure une situation similaire à celle Valence lorsqu'il avait pris ses fonctions de maire. Comme dans ce dernier cas, la solution fut trouvée en obtenant de nouvelles centralités pour la ville autour d’une masse critique de population, une activité économique et de services à laquelle il fallait ajouter des références symboliques et des adhésions collectives. Après de longues dictatures ou certains conflits, il fait preuve de  pédagogie depuis l’administration locale pour favoriser la récupération démocratique.

## Œuvres
- (es) Las desigualdades mediterráneas, reto del siglo XXI (2020).
- (es) La Unión Europea. Historia de un éxito tras las catástrofes del siglo XX (2017).
- (ca) Ser valencians (2016).
- (es) Viaje de ida. Memorias políticas 1977-2007 (2013).
- (ca) Conflicte, tolerància i mediació (1998).
- (ca) Estudis i reflexions: el cas valencià, Valence, Editorial Tres i Quatre, 1983